# Takeo Arishima
Takeo Arishima (jap. 有島 武郎 Arishima Takeo; ur. 4 marca 1878 w dzielnicy Koishikawa w Tokio, zm. 9 czerwca 1923 w Karuizawa) – japoński pisarz.
Urodził się w Tokio w wysoko sytuowanej rodzinie o samurajskich korzeniach. Jego braćmi byli pisarz i malarz Ikuma Arishima i Ton Satomi, również pisarz. Uczęszczał do szkoły w Jokohamie, gdzie opanował bardzo dobrze język angielski, później uczył się w Gakushūin (zespół prestiżowych szkół dla arystokratów w Tokio). Jako nastolatek podjął nieudaną próbę samobójczą, po której nawrócił się na chrześcijaństwo. Przez trzy lata studiował na Uniwersytecie Harvarda w Stanach Zjednoczonych, zbliżając się wówczas do środowisk socjalistycznych. Zainspirowany postępowymi i humanistycznymi ideami rozdał ubogim chłopom odziedziczone na Hokkaido dobra ziemskie.
Związany był, podobnie jak bracia, z grupą literacką Shirakaba. Silny wpływ wywarła na niego twórczość Walta Whitmana. W utworach Arishimy mocno przebijają się idealistyczne motywy, wypływające z wyznawanych przez niego postępowych idei i purytańskiej odmiany chrześcijaństwa. Napisał kilka powieści, z których najbardziej znaną jest Aru onna no gurimupusu (Przelotne spojrzenie pewnej kobiety, 1913), znaną później pod skróconym tytułem Aru onna (Pewna kobieta, 1919), przedstawiająca dolę kobiety w ówczesnym społeczeństwie.
Popełnił samobójstwo wraz ze swoją kochanką, zamężną dziennikarką Akiko Hatano, po tym gdy jej mąż dowiedział się o romansie żony z pisarzem.